# Saggen
Der Saggen ist ein Stadtteil der Tiroler Landeshauptstadt Innsbruck und Teil der Fraktion und Katastralgemeinde Innsbruck. Er bildete bis zum Bau der ersten Innbrücke nach Mühlau einen „Sack“ ohne Ausweg zwischen Inn und Sill. Mit seinen Villen stellt der Saggen ein beispielhaftes Gründerzeitensemble dar, welches das Vermögen und die soziale Stellung der Erbauer widerspiegelt und heute unter Ensembleschutz steht.

## Lage und statistische Daten
Der Saggen schließt sich nordöstlich an die Innenstadt an. Der statistische Stadtteil wird im Westen und Norden vom Inn, im Osten von der Bahn und im Süden von den Straßenzügen Kapuzinergasse – Kaiserjägerstraße – Karl-Kapferer-Straße begrenzt.
Der Stadtteil besteht aus den beiden statistischen Bezirken (Zählbezirken) Saggen-West (51,6 ha, 1165 Einwohner, 203 Gebäude) und Saggen-Nord (43,4 ha, 4785 Einwohner, 279 Gebäude; Stand April 2014), die durch Falkstraße, Conradstraße und Claudiastraße getrennt werden. Der Stadtteil hat damit 5950 Einwohner und eine Bevölkerungsdichte von 6263 Einwohnern/km². 10,8 % der Bevölkerung sind jünger als 15 Jahre, 23,2 % älter als 65. Der Ausländeranteil beträgt 15,8 %.

## Geschichte

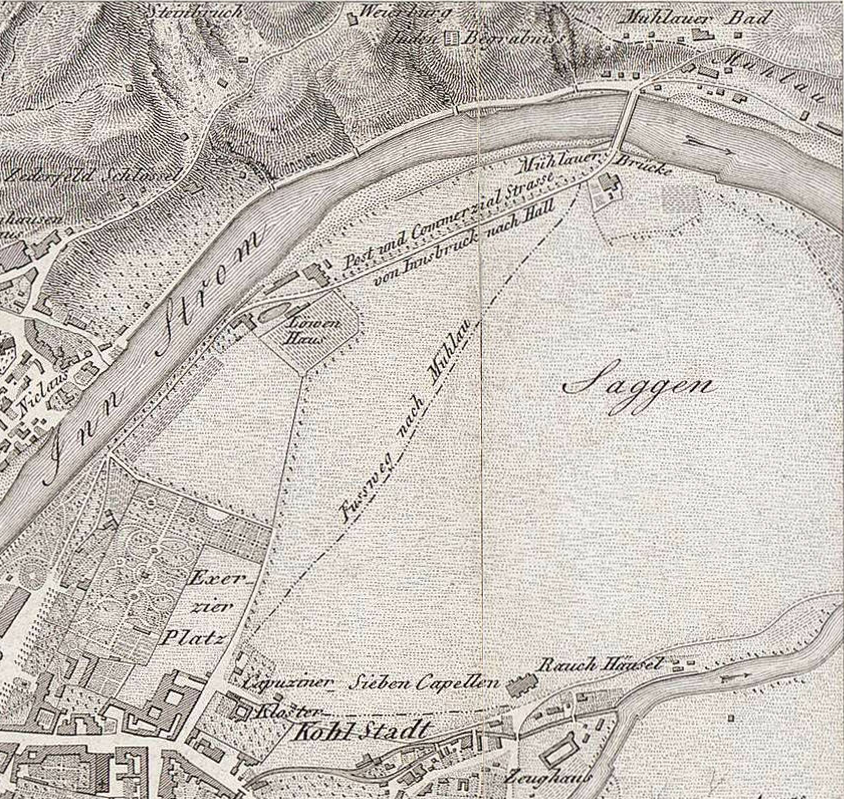
Der noch unbebaute Saggen im Plan der kk. Provinzial-Hauptstadt Innsbruck (um 1840)

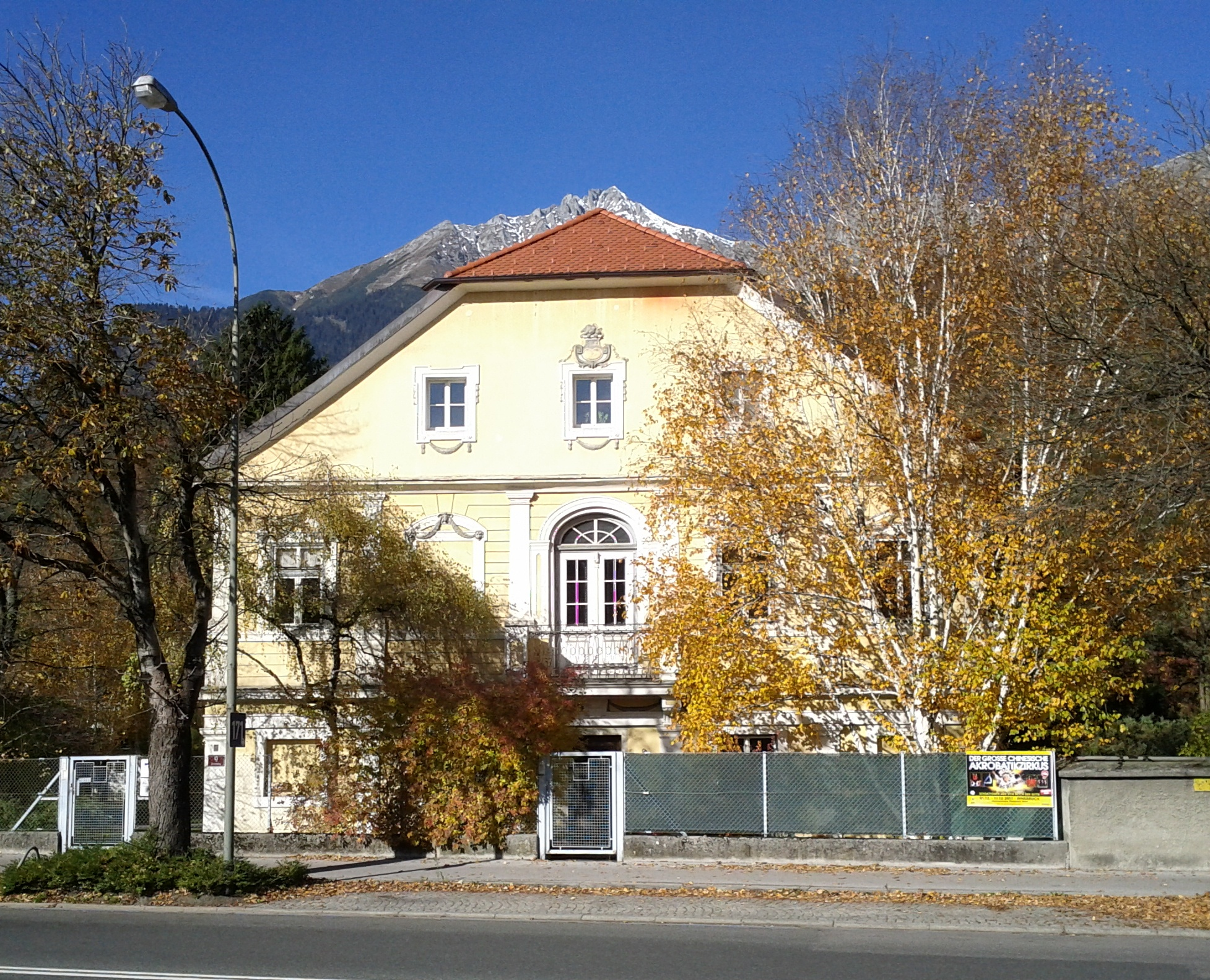
Ansitz Löwenhaus, ehemaliges Böhmisches Lusthaus

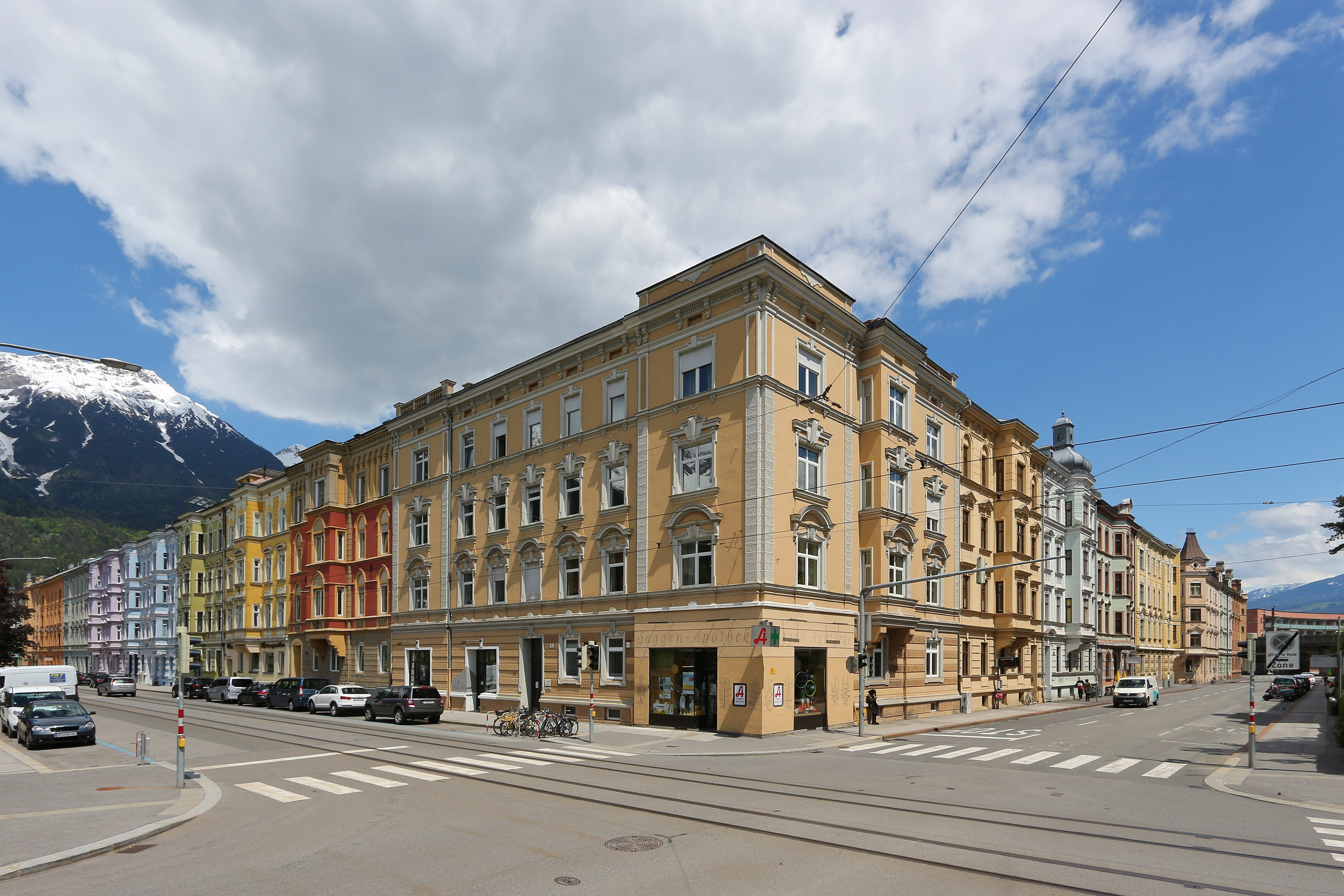
Typische Bebauung im Blocksaggen (Claudiastraße/Bienerstraße)

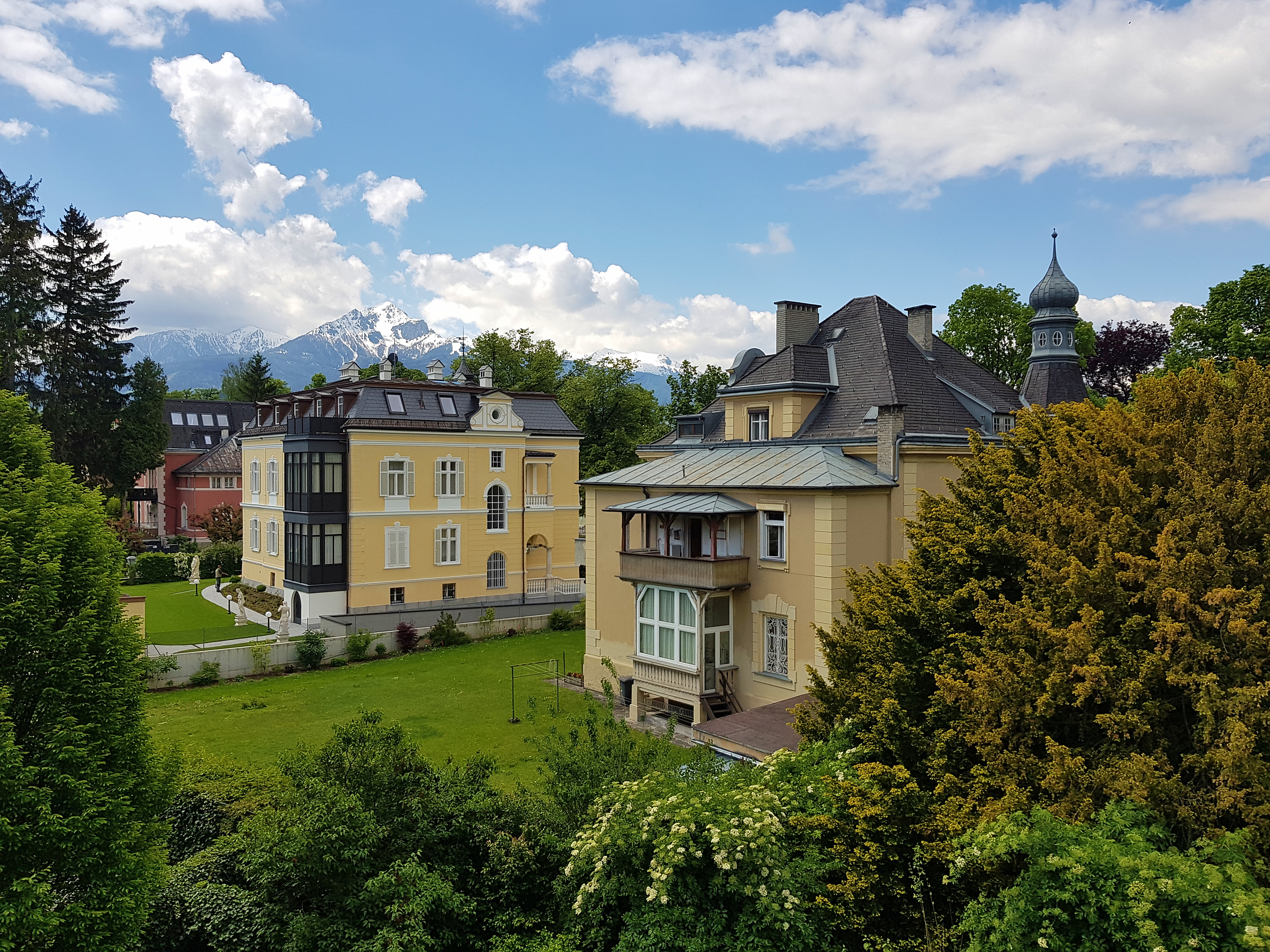
Typischer Innenhof im Villensaggen (Conradstraße)

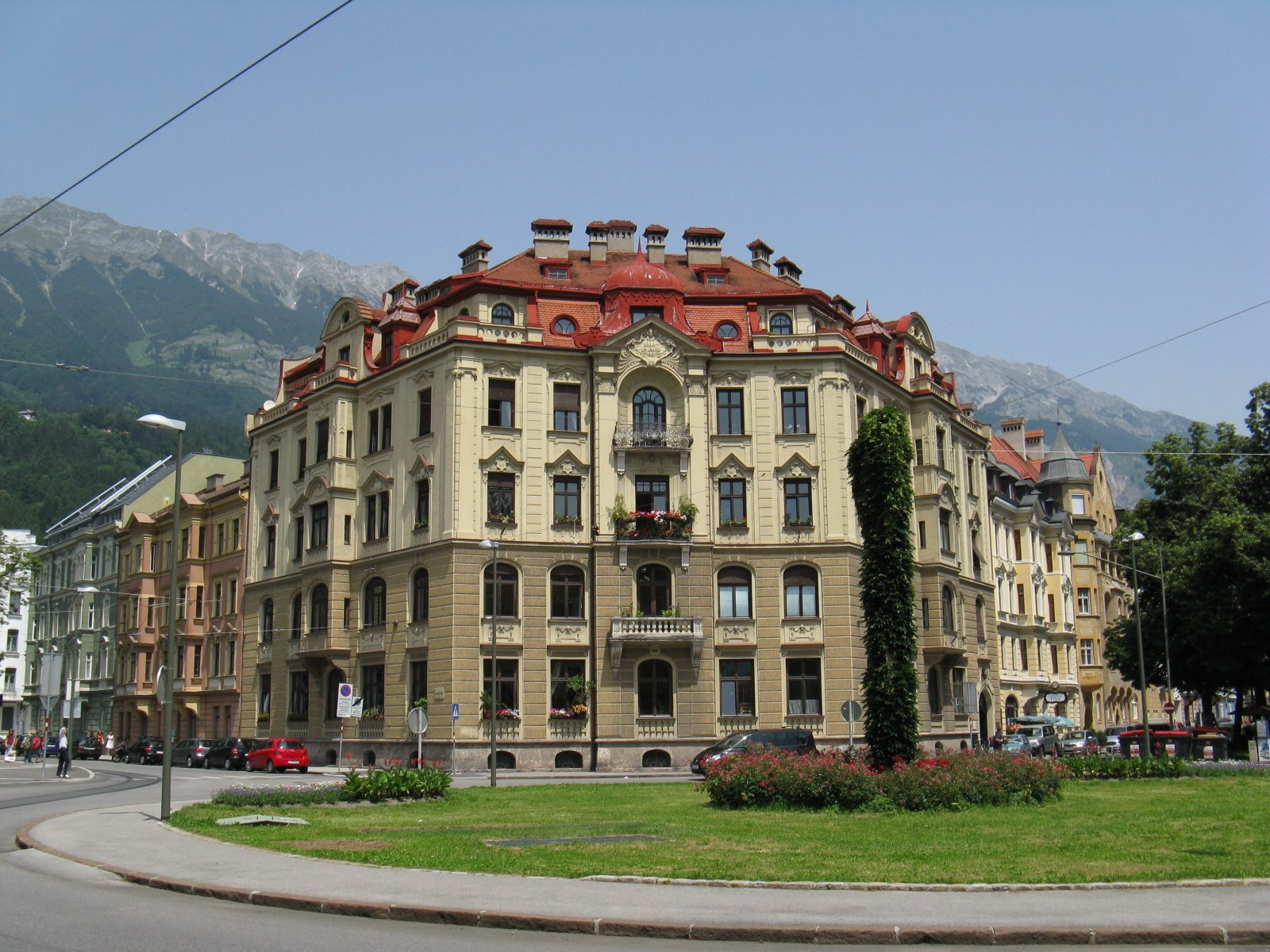
Claudiaplatz

Obgleich nur aus Auen bestehend, schien der Saggen bereits in der ersten Urkunde, die Innsbruck namentlich nennt (von angeblich 1187, es handelt sich jedoch um eine diplomatische Fälschung aus der 2. Hälfte des 13. Jahrhunderts), als Weidegebiet bzw. Kulturfläche der Innsbrucker Bürger („forenses de Insprucke“) auf („predium, quid dicitur Sacka“). In späterer Folge waren die Auen Teil des städtischen Burgfriedens und gehörten dennoch de iure zum Gebiet des Stifts Wilten. Ab 1339 wurde der östliche Teil des Gebietes der Stadt als Zinslehen übertragen, gerodet und als Weidegebiet genutzt. Mit der Errichtung der Kuratie St. Jakob ging die Grundherrschaft vom Stift auf die Kirche über, und damit kam das Gebiet 1453 als Eigentum des Stifts Wilten nach Innsbruck.
Herzog Friedrich IV. mit der leeren Tasche erwarb schon 1410 das Gebiet des heutigen Hofgarten als reines Jagdgebiet, das im Lauf der Jahrhunderte mehrfach umgestaltet wurde. Unter Erzherzog Ferdinand II. wurde weiters der Hofgarten angelegt, in dem exotische Tiere für Schaukämpfe gehalten wurden. Zu diesem Zweck wurden das Böhmische Haus als Fasanerie, und ein Löwenhaus errichtet. Letzteres brannte jedoch 1636 ab und wurde in späterer Folge durch eine Bierbrauerei ersetzt. 1581 ließ Erzherzog Ferdinand II. am nördlichen Ende des Saggen eine Brücke über den Inn erbauen, die zunächst dem Hof vorbehalten war und der schnelleren Verbindung Innsbrucks mit Hall diente und 1643 gegen einen Brückenzoll für den allgemeinen Verkehr freigegeben wurde.
Die 1858 eröffnete Unterinntalbahn durchquert den Stadtteil von der Innbrücke im Osten bis zum Hauptbahnhof gänzlich auf einem Viadukt (Viaduktbögen).
Der Saggen wurde über die Jahrhunderte bis auf vereinzelte Bauten vorwiegend landwirtschaftlich genutzt. 1847 erwarb der Orden der Barmherzigen Schwester das Kettenbrückenareal und errichteten ein Armenhaus. 1862 wurde schließlich auch das Kloster hierher verlegt und 1881/83 die Mutterhauskirche erbaut. 1910 kam das Sanatorium hinzu.
Zwischen 1868 und 1872 wurden Kloster und Kirche zur Ewigen Anbetung erbaut, die jedoch während der Zeit des Nationalsozialismus geschlossen wurden.
Ein 1886 erstellter Bebauungsplan sah den heutigen Villensaggen (offene Bebauung mit Gärten) mit einem Straßennetz in Form einer Mitra vor. Eine zweite Bebauungswelle setzte 1898 mit dem Blocksaggen (mehrgeschoßige Häuserzeilen mit Innenhöfen) ein. Architektonisch spiegelt der Saggen damit recht typisch die Gründerzeit mit ihrem Historismus wider.
In dieser Zeit wurden von einem der größten Wohltäter Innsbrucks, Johann von Sieberer, ein Waisenhaus (1886) und Greisenasyl (1909) gestiftet.
Das seit 1892 bestehende, hölzerne Sommertheater am Rennweg, in welchem u. a. die Exl-Bühne auftrat, brannte 1958 ab und wurde durch den Neubau des ORF-Landesstudios Tirol ersetzt.
Für die Tiroler Landesausstellung wurde 1893 eine Halle aus Glas-Stahl errichtet und bildete die Grundlage für das heute noch auf diesem Gelände befindliche Innsbrucker Messeareal.
In unmittelbarer Nähe entstand 1897 die Holzrotunde des Riesenrundgemäldes, welches 1907 in einen gemauerten Bau neben der Talstation der 1906 eröffneten Hungerburgbahn übersiedelte. Seit 1. Dezember 2007 befindet sich die Talstation der Hungerburgbahn nicht mehr bei der Kettenbrücke nach Mühlau, sondern beim Kongresshaus (Dogana), mit einer Station am Rennweg (Löwenhaus).
Zwischen 1904 und 1906 wurde das Gebäude der Handelsakademie errichtet. Daneben entstand 1905/06 die evangelische Christuskirche. Im Jahre 1912 erwarb die jüdische Gemeinde Innsbruck in der Gutenbergstraße ein Grundstück, das 1936 wieder veräußert wurde. Auf dem Grundstück war der Bau einer Synagoge geplant.
1930 wurde schließlich, in unmittelbarer Nähe der Volks- und Hauptschule der Barmherzigen Schwestern, eine eigene Kirche für die Bewohner des Stadtteils angelegt. Nachdem der Saggen 1940 zur Kuratie erhoben worden war, wurde die Kirche schließlich 1949 zur Pfarrkirche der neu erhobenen Pfarre. 1965/66 wurde die neue Pfarrkirche zu Unserer Lieben Frau errichtet und der Vorgängerbau 1972 abgetragen.
Im November 1974 wurde das neue Innsbrucker Gaswerk am östlichen Ende des Saggens beim Zusammenfluss von Inn und Sill (dem sogenannten „Sillzwickel“) eröffnet. Das alte, in Pradl gelegene Gaswerk wurde anschließend abgerissen; auf diesem Areal befindet sich heute der Rapoldipark.

## Wappen

Stadtteilwappen des Saggen

Da in Tirol nur Gemeinden dazu berechtigt sind, führt der Saggen kein offizielles Wappen. Wie für die anderen Innsbrucker Stadtteile wurde aber ein inoffizielles Stadtteilwappen entworfen, das 1993 von Vertretern der Saggener Vereine angenommen wurde.
Es zeigt im grün-gold gespaltenen Schild vorne einen aufrechten, nach rechts gewandten, goldenen Löwen, dessen Brust mit dem Bindenschild belegt ist, und im hinteren, goldenen Feld die grüne, einmal senkrecht und viermal waagrecht unterteilte sogenannte „Bischofsmütze“, den Kern des ersten, 1886 erstellten Bebauungsplans.
Der habsburgische Löwe erinnert an die Bedeutung des Saggens für das Hofleben der Innsbrucker Residenz sowie an das Löwenhaus am Inn, das zusammen mit dem Böhmischen Lusthaus unter Erzherzog Ferdinand II. errichtet wurde.

## Bauwerke und öffentliche Einrichtungen
- Bundesbahndirektion
- Landespolizeidirektion Tirol
- Gaswerk
- Innsbrucker Messegelände
- ORF-Landesstudio

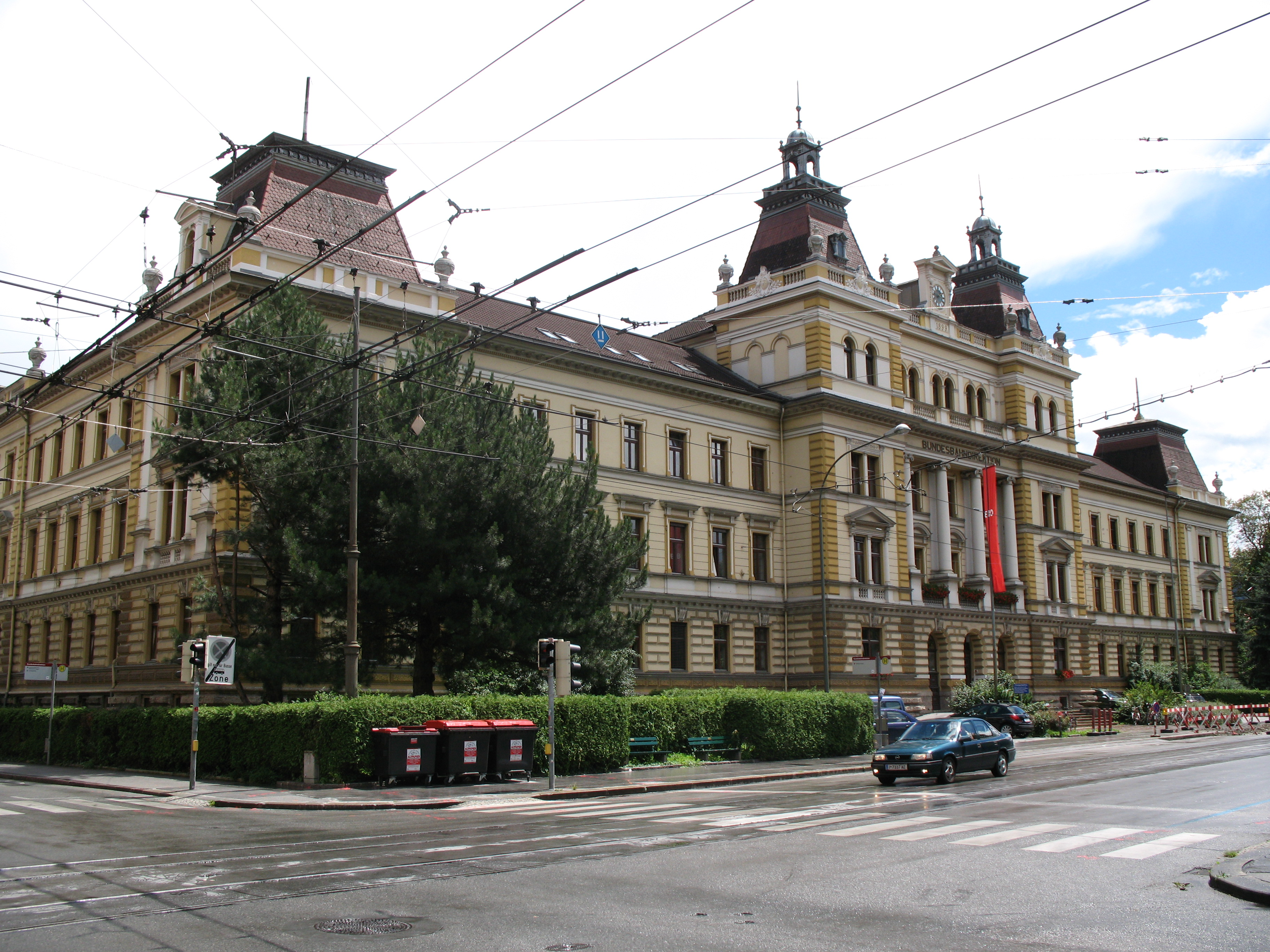
Bundesbahndirektion

- Rotunde des ehemaligen Riesenrundgemäldes
- evangelische Christuskirche, Evangelische Superintendentur A. B. Salzburg und Tirol
- Canisianum

## Bildung
- Volksschule Siebererstraße

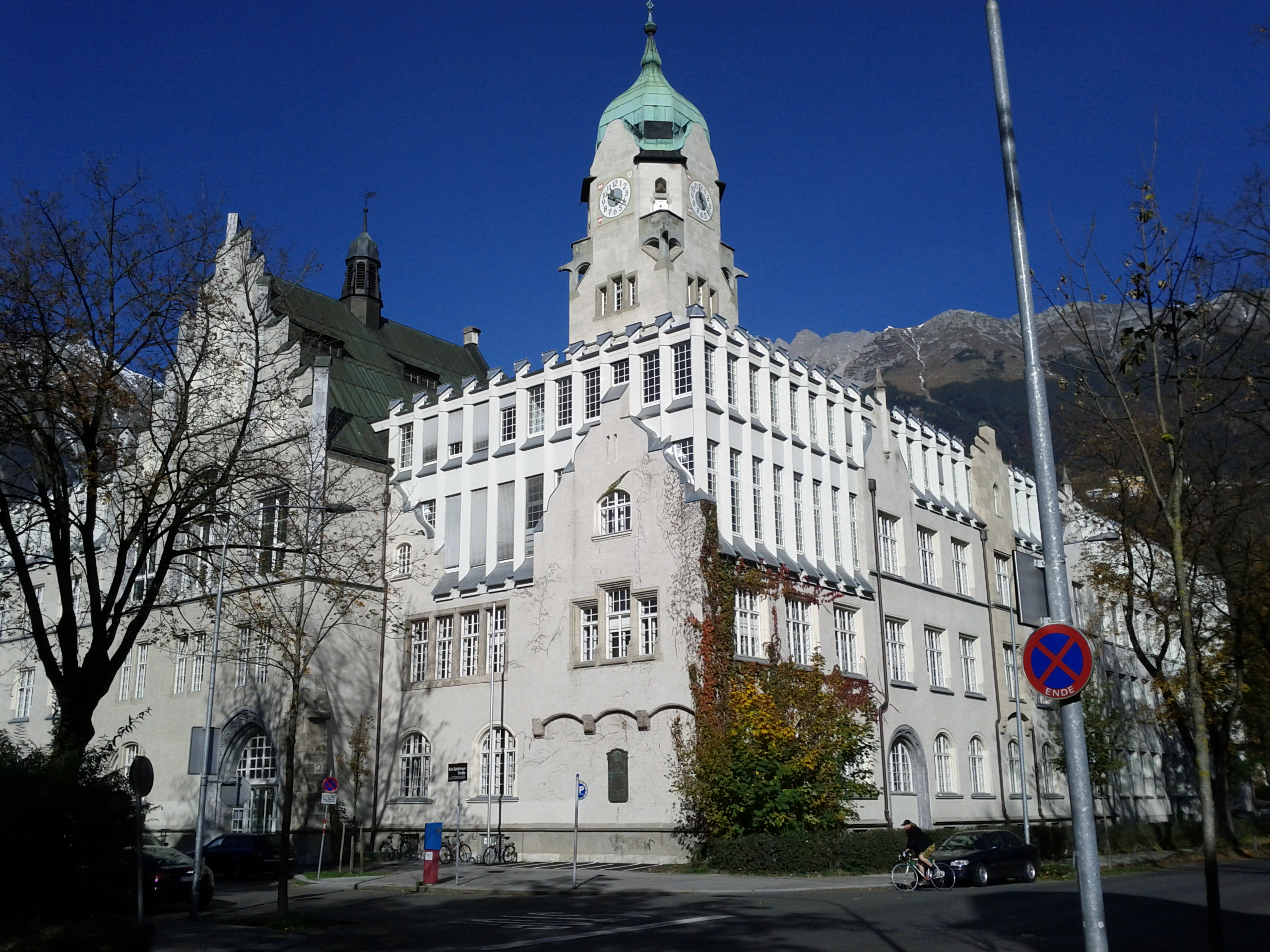
Handelsakademie

- Sonderpädagogisches Zentrum Daniel-Sailer-Schule
- Bundeshandelsakademie und -schule Innsbruck
- Katholische Volksschule der Barmherzigen Schwestern
- Katholische Hauptschule der Barmherzigen Schwestern
- Katholisches Oberstufenrealgymnasium Kettenbrücke
- Katholische Bildungsanstalt für Kindergartenpädagogik

## Öffentlicher Verkehr

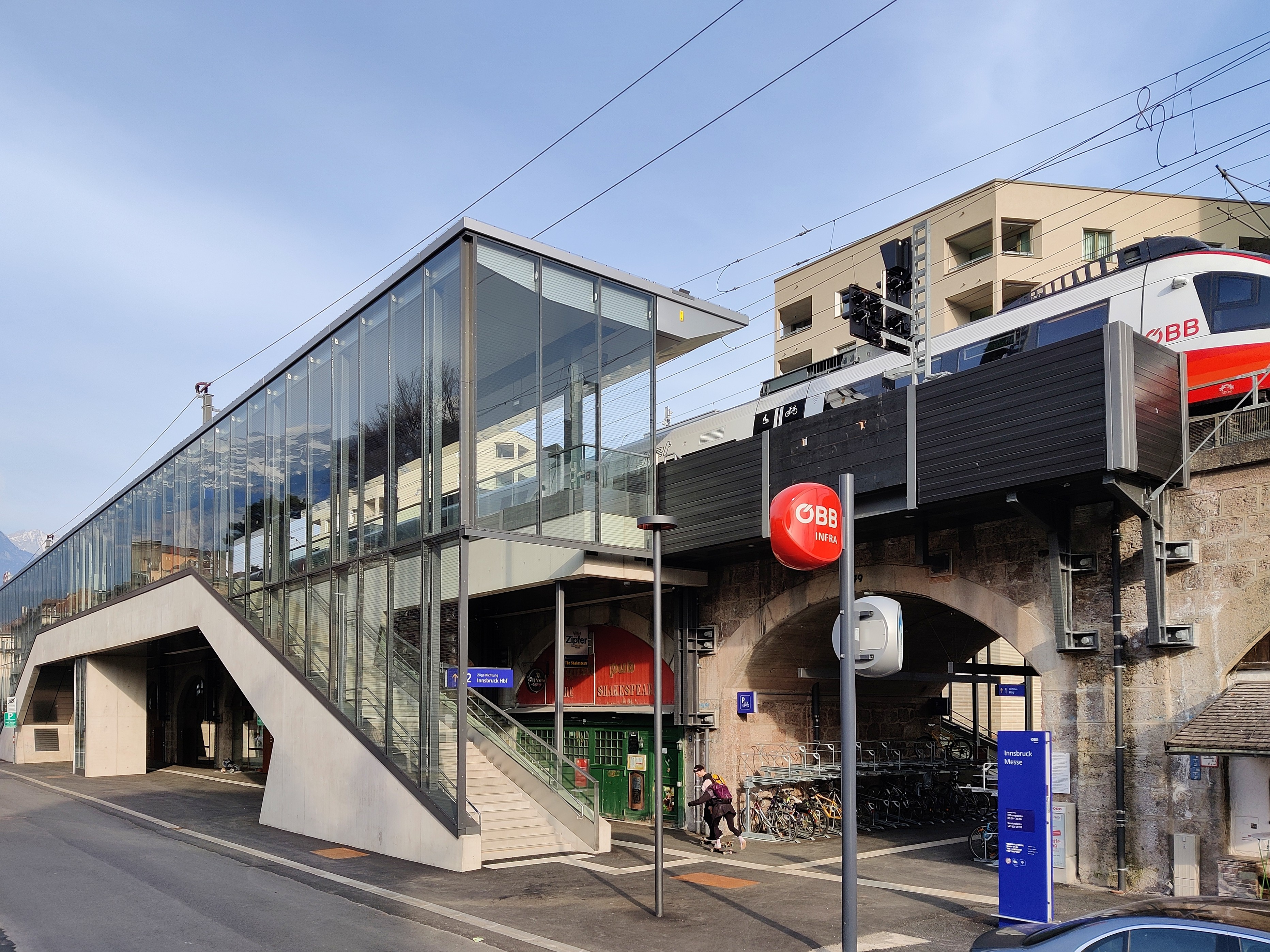
Haltestelle Innsbruck Messe

Der Stadtteil verfügt über eine mehrfache Anbindung an das städtische Nahverkehrsnetz der Innsbrucker Verkehrsbetriebe. Die Straßenbahnlinie 1 verkehrt von der Mühlauer Brücke (ehem. Kettenbrücke) über das Stadtzentrum nach Wilten, die Buslinie 504 verbindet den Saggen mit Hall in Tirol, die Linie F mit dem Flughafen, die Linie T mit dem Gewerbegebiet Roßau und dem Westen der Stadt (Völs, via Südring), die Linien A und 502 schließlich mit den östlichen Randgemeinden (MARTHA-Dörfer).
Bis 2005 schließlich verband die Hungerburgbahn den Saggen ab der Talstation bei der Mühlauer Brücke mit dem Stadtteil Hungerburg. Heute befindet sich eine neue Haltestelle der HBB am Rennweg beim Löwenhaus.
Die 2021 eröffnete Haltestelle Innsbruck Messe auf den Viaduktbögen wird von Zügen der S-Bahn Tirol bedient.

## Unternehmen
- AlpenBank Aktiengesellschaft
- Verlagsgebäude der Tiroler Tageszeitung